# 昭和45年女
『昭和45年女』（しょうわよんじゅうごねんおんな）とは、株式会社ヘリテージが発行するカルチャー誌。
2021年5月31日に『昭和45年女・1970年女』の誌名で株式会社クレタパブリッシングから創刊。2023年1月13日に同社からヘリテージへ事業譲受された。創刊号から隔月刊誌であったが、2023年5月発売号から不定期発刊誌に変更された。

## 概要
『昭和45年生まれの女性向け年齢限定マガジン』と銘打っている。「〇〇年生まれ向けマガジン」と同じ主旨を掲げている『昭和40年男』・『昭和50年男』の姉妹誌。
高度経済成長期が安定してきた1970年代に幼少期を過ごし、バブル景気に時代が沸き始める1980年代半ばに多感な青春期を過ごした女性読者をメインターゲットとしている。
青春時代に夢中になっていた音楽、テレビ番組、漫画、アニメ、ファッションなど多岐にわたるサブカルチャーを振り返る特集、当時のカルチャーに造詣の深い人や当事者のインタビュー記事も多く掲載されている。単なる懐古趣味に留めることなく「ノスタルジックな想い出が呼ぶ共感」が「明日を生きる活力」に繋がるような誌面作りを目指している。また、2020年に50代となった読者のライフスタイルを充実させるための情報（健康、美容、ファッションなど）も提案する。
創刊号は「昭和50年男7月号増刊」として発売。表紙のイラストは江口寿史が1970年生まれの50代女性をイメージして描きおろした。
2023年1月13日、株式会社ヘリテージが株式会社クレタパブリッシングから事業譲受した。事業譲渡に伴う各種権利および各種契約の整理などの協議検討に時間が費やされたため、2023年3月発売号は休刊。2023年5月31日発売のVol.12で復刊。誌名を『昭和45年女』と改め、価格も改訂された。
Vol.12までは「昭和50年男」増刊隔月刊誌として発刊されていたが、今後は不定期発行となる。また、ヘリテージが運営するWEBメディア『Dig-it』内に「昭和45年女」のコンテンツを新設し、記事や情報を発信する。
|                      | 発売日               | 巻頭特集                                                        | 表紙 |
| 昭和45年女・1970年女 | 昭和45年女・1970年女 | 昭和45年女・1970年女                                            | 昭和45年女・1970年女                                                                                                |
| -------------------- | -------------------- | --------------------------------------------------------------- | --- |
| vol.1                | 2021年 5月31日       | 私たちはコレでできている                                        | 江口寿史：描きおろしイラスト                                                                                        |
| vol.2                | 7月29日              | 私たちをトリコにした胸キュン男たち                              | カトリーヌあやこ：描きおろしイラスト                                                                                |
| vol.3                | 9月30日              | あの日、あの時、今もロマンティック ─ ラブストーリーが止まらない | 里中満智子：描きおろしイラスト                                                                                      |
| vol.4                | 11月30日             | BACK TO THE 80's 私たちの時代                                   | わたせせいぞう：描きおろしイラスト                                                                                  |
| vol.5                | 2022年 1月31日       | われら戌年生まれ やっぱり犬が好き                               | モコゾウ（本秀康の愛犬）：写真                                                                                      |
| vol.6                | 3月31日              | 女が惚れる女（ヒロイン）たち                                    | オスカル・フランソワ・ド・ジャルジェ（池田理代子 『ベルサイユのばら』）：週刊マーガレット1973年2月4日号表紙イラスト |
| vol.7                | 5月31日              | 私たちのスイーツメモリーズ                                      | ペコちゃん（不二家のマスコットキャラクター）：写真                                                                  |
| vol.8                | 7月29日              | 私たちの遊びスポット                                            | はな：撮りおろしポートレイト                                                                                        |
| vol.9                | 9月30日              | 美しい音楽                                                      | 櫻井敦司＆今井寿（BUCK-TICK）：撮りおろしポートレイト                                                               |
| vol.10               | 11月30日             | 私たちが愛する、昭和のかわいいグッズ＆キャラ物語（ストーリー）  | セーラーくん（服飾ブランド「SAILORS」シンボルキャラクター）：イラスト                                               |
| vol.11               | 2023年 1月31日       | ヒーローまみれ！私たちの歴史エンタメ                            | 厩戸王子（山岸凉子 『日出処の天子』）：単行本第1巻表紙イラスト                                                      |
| 昭和45年女           |                      |                                                                 | |
| vol.12               | 2023年 5月31日       | 私たちのROCK SHOW                                               | ボーイ・ジョージ（カルチャー・クラブ）：ポートレイト                                                                |